# Brachycalanus flemingeri
Brachycalanus flemingeri är en kräftdjursart som beskrevs av Ferrari och Markhaseva 2000. Brachycalanus flemingeri ingår i släktet Brachycalanus och familjen Phaennidae. Inga underarter finns listade i Catalogue of Life.